# Liste der Einträge im National Register of Historic Places im Cleveland County (Oklahoma)
Diese Liste der Einträge im National Register of Historic Places im Cleveland County (Oklahoma) enthält alle im Cleveland County, Oklahoma in das National Register of Historic Places eingetragenen Gebäude, Bauwerke, Objekte, Stätten oder historischen Distrikte.
Diese Liste entspricht dem Bearbeitungsstand des National Park Service/National Register of Historic Places vom 11. Oktober 2024.

## Legende
| NRHP | Historic Place             |
| NHL  | National Historic Landmark |
| HD   | National Historic District |

## Aktuelle Einträge
| [ 2 ] | Name                                                       | Bild                                                       | Eintragsdatum                  | Lage | Ort     | Beschreibung |
| ----- | ---------------------------------------------------------- | ---------------------------------------------------------- | ------------------------------ | --- | ------- | ------------ |
| 1     | Beta Theta Pi Fraternity House, The University of Oklahoma | weitere Bilder                                             | 2. Juni 1982 ID-Nr. 82003675   | 800 S. Chautauqua Avenue 35° 12′ 26″ N, 97° 27′ 0″ W                                                                                               | Norman  |              |
| 2     | Bizzell Library, University of Oklahoma                    | weitere Bilder                                             | 3. Jan. 2001 ID-Nr. 01000071   | 401 W. Brooks Street 35° 12′ 27″ N, 97° 26′ 45,8″ W                                                                                                | Norman  |              |
| 3     | Casa Blanca                                                | weitere Bilder                                             | 21. Feb. 1990 ID-Nr. 90000123  | 103 W. Boyd 35° 12′ 40″ N, 97° 26′ 28″ W | Norman  |              |
| 4     | Cleveland County Courthouse                                | weitere Bilder                                             | 28. Dez. 2000 ID-Nr. 00001580  | 200 S. Peters Avenue 35° 13′ 11″ N, 97° 25′ 49″ W                                                                                                  | Norman  |              |
| 5     | Downtown Norman Historic District                          | weitere Bilder                                             | 10. Okt. 1978 ID-Nr. 78002226  | 105 W. Main und 100–232 E. Main Street, zwischen der Webster, Gray, Porter, Eufaula, James Garner und Comanche Street 35° 13′ 18″ N, 97° 26′ 29″ W | Norman  |              |
| 6     | Patricio Gimeno House                                      | weitere Bilder                                             | 30. Dez. 1991 ID-Nr. 91001902  | 800 Elm Street 35° 12′ 20″ N, 97° 26′ 52″ W | Norman  |              |
| 7     | Oscar B. Jacobson House                                    | weitere Bilder                                             | 23. Dez. 1986 ID-Nr. 86003466  | 609 S. Chatauqua Avenue 35° 12′ 39″ N, 97° 26′ 58″ W                                                                                               | Norman  |              |
| 8     | H.E. Ledbetter House                                       | weitere Bilder                                             | 14. Juni 2001 ID-Nr. 01000655  | 701 W. Brooks 35° 12′ 27″ N, 97° 27′ 4″ W | Norman  |              |
| 9     | Logan Apartments                                           | weitere Bilder                                             | 11. März 2014 ID-Nr. 14000049  | 720 W. Boyd Street 35° 12′ 39,3″ N, 97° 27′ 4,4″ W                                                                                                 | Norman  |              |
| 10    | Mardock Mission                                            |                                                            | 14. März 1983 ID-Nr. 83002081  | südöstlich von Stella, in der Nähe des Oklahoma State Highway 9 35° 12′ 39″ N, 97° 9′ 31″ W                                                        | Stella  |              |
| 11    | Moore Public School Building                               | Moore Public School Building                               | 8. Nov. 1984 ID-Nr. 84000379   | NW. 1st und Broadway 35° 20′ 23″ N, 97° 29′ 12″ W                                                                                                  | Moore   |              |
| 12    | Moore-Lindsay House                                        | weitere Bilder                                             | 14. Nov. 1985 ID-Nr. 85002788  | 508 N. Peters 35° 13′ 31″ N, 97° 26′ 39″ W | Norman  |              |
| 13    | Norman City Park New Deal Resources                        | Norman City Park New Deal Resources                        | 28. Dez. 2000 ID-Nr. 00001572  | an der Straßenkreuzung der Daws Street und Webster Avenue 35° 13′ 22″ N, 97° 26′ 13,9″ W                                                           | Norman  |              |
| 14    | Norman Public Library                                      | weitere Bilder                                             | 28. Dez. 2000 ID-Nr. 00001581  | 329 S. Peters Avenue 35° 13′ 8″ N, 97° 26′ 23″ W                                                                                                   | Norman  |              |
| 15    | Oklahoma Center for Continuing Education Historic District | Oklahoma Center for Continuing Education Historic District | 10. Juni 2011 ID-Nr. 11000334  | zwischen der Asp Avenue, Kellogg Drive, Maple und 4th Street 35° 11′ 54″ N, 97° 26′ 44″ W                                                          | Norman  |              |
| 16    | Park Etude                                                 |                                                            | 4. Dez. 2017 ID-Nr. 100001864  | 1028 Connelly Lane 35° 11′ 49,4″ N, 97° 27′ 21,6″ W                                                                                                | Norman  |              |
| 17    | President’s House, University of Oklahoma                  | weitere Bilder                                             | 6. Juli 1976 ID-Nr. 76001558   | 401 W. Boyd Street 35° 12′ 41,6″ N, 97° 26′ 46,2″ W                                                                                                | Norman  |              |
| 18    | Santa Fe Depot                                             | weitere Bilder                                             | 25. Jan. 1991 ID-Nr. 90002203  | an der Straßenecke der Abner Norman Drive und Comanche Street 35° 13′ 12″ N, 97° 26′ 33″ W                                                         | Norman  |              |
| 19    | Sooner Theater Building                                    | weitere Bilder                                             | 31. Aug. 1978 ID-Nr. 78002227  | 101 E. Main Street 35° 13′ 17″ N, 97° 26′ 34″ W | Norman  |              |
| 20    | Southridge Addition Historic District                      |                                                            | 31. Aug. 2018 ID-Nr. 100002882 | zwischen dem Classen Boulevard, der Oklahoma und S. Ponca Avenue, E. Boyd, Macy, und Okmulgee Street 35° 12′ 40,3″ N, 97° 26′ 4,6″ W               | Norman  |              |
| 21    | US Highway 77 Bridge at Canadian River                     | US Highway 77 Bridge at Canadian River                     | 2. Sep. 2003 ID-Nr. 03000882   | U.S. Route 77 über den Canadian River 35° 0′ 52,8″ N, 97° 20′ 51,8″ W                                                                              | Purcell |              |
| 22    | Union School District 19 1/2                               | Union School District 19 1/2                               | 10. Dez. 2014 ID-Nr. 14001026  | an der südwestlichen Straßenecke der 149th Street und S. Luther Road 35° 19′ 7,3″ N, 97° 11′ 42,4″ W                                               | Newalla |              |
| 23    | United States Post Office-Norman                           | weitere Bilder                                             | 28. Dez. 2000 ID-Nr. 00001573  | 207 E. Gray Street 35° 13′ 22,1″ N, 97° 26′ 32,3″ W                                                                                                | Norman  |              |
| 24    | University of Oklahoma Armory                              | weitere Bilder                                             | 8. Dez. 2015 ID-Nr. 15000866   | 103 W. Brooks Street 35° 12′ 24,9″ N, 97° 26′ 37,8″ W                                                                                              | Norman  |              |